# Kosmos 2322
Kosmos 2322, ruski ELINT (radioelektronsko izviđanje) satelit iz programa Kosmos. Vrste je Celina-2.
Lansiran je 31. listopada 1995. godine u 20:19 s kozmodroma Bajkonura (Tjuratama) u Kazahstanu. Lansiran je u nisku orbitu oko planeta Zemlje raketom nosačem Zenit-2 11K77. Orbita mu je 848 km u perigeju i 852 km u apogeju. Orbitna inklinacija mu je 71,02°. Spacetrackov kataloški broj je 23704. COSPARova oznaka je 1995-058-A. Zemlju obilazi u 101,92 minuta. Pri lansiranju bio je mase 6000 kg. 

## Vanjske poveznice
- N2YO.com Search Satellite Database
- Celes Trak SATCAT Format Documentation (engl.)
- Kunstman  Arhivirana inačica izvorne stranice od 12. kolovoza 2019. (Wayback Machine) Satellites in Orbit (engl.)